# 마이크 프란츠
마이크 프란츠(Maik Franz, 1981년 8월 5일, 메어제부르크 ~)는 독일의 전 축구 선수로, 과거 수비형 미드필더로 활약했다.

## 경력
프란츠는 할버슈타트 인근의 랑겐슈타인에서 성장하였고, 인근 축구 클럽 SV 랑겐슈타인/하르츠에서 축구를 시작하였다. 1997년, 그는 VfB 게르마니아 할버슈타트로 이적하였고, 이후 1998년에는 1. FC 마그데부르크의 유소년 팀으로 이적하였다. 그는 마그데부르크의 A-유스팀 소속으로 DFB-유스 포칼을 1999년에 우승하였다.
프란츠는 1. FC 마그데부르크에서 2001년까지 수비수로 뛰다가 VfL 볼프스부르크로 이적하여, 분데스리가에서도 같은 포지션으로 뛰었다. 볼프스부르크에서 그는 63%의 태클 성공률을 보이며 우수한 태클 능력을 보이고, 그를 클럽의 최고 선수로 올려놓았다. 그는 볼프스부르크 소속으로 분데스리가 91경기에 출장하였고, 2골을 득점하였다.
2006년 7월, 프란츠는 2 분데스리가의 카를스루에 SC로 이적하였다. 그는 마리오 에기만과 더불어, 카를스루에의 수비 핵심이 되었고, 팀의 1 분데스리가 승격 주역이 되었다. 그는 2008-09 시즌을 인상적으로 시작한 뒤, 2011년까지 연장계약을 체결하였다. 마리오 에기만이 2008년 여름에 하노버 96으로 이적한 뒤, 프란츠는 카를스루에 SC의 주장 완장을 넘겨받았다.
그는 2008년 10월에 오른발에 중상을 당한 뒤, 2009년 1월에 수술을 받고 3달동안 결장하여야 했다. 2009년 4월, 그는 TSG 1899 호펜하임과의 홈 경기에 복귀하였다.
카를스루에 SC가 2008-09 시즌을 끝으로 강등된 뒤, 프란츠는 아인트라흐트 프랑크푸르트와 1시즌동안 유효한 계약을 체결하였다. 아인트라흐트 프랑크푸르트 또한 2년 뒤 강등되었고, 프란츠는 2 분데스리가에도 유효한 계약을 맺지 않았다.
2011년 6월 24일, 헤르타 BSC 베를린은 프란츠가 3년 계약을 하였다고 발표하였다.

## 능력
2007-08 시즌, 프란츠는 거친 태클과 상대 선수들에 대한 도발등의 이유로 그의 플레이스타일에 대해 비난을 받았다. 이 비난은 2008년 2월 VfB 슈투트가르트와 카를스루에 SC와의 경기에서, 슈투트가르트의 간판 스타 마리오 고메스가 프란츠의 경기 스타일에 공개적으로 비난하며 최고조에 올랐다. 고메스는 그의 말을 취소하였지만, 프란츠에 대한 비난을 멈추지는 않았다. 그 결과, 프란츠에 대한 비난과 옹호 (KSC 팬들은 그를 "철인 마이크" (Iron Maik) 라고 불렀다.) 가 격양되었다. 2011년 4월, SV 베르더 브레멘의 주장 토르스텐 프링스와 토마스 샤프 감독은 프란츠가 데니 아브디치를 공중볼 다툼에서 팔꿈치로 얼굴을 가격한 것에 대해 비난하였다.
그의 플레이스타일로 인해, 프란츠는 자주 옐로우카드를 받았다. 2009-10 시즌, 그가 받은 11장의 옐로우카드를 옐로우카드 한장당 €500 유로로 기부하였다. 2010-11 시즌, 프란츠는 출장한 23번의 리그 경기 중, 13차례 옐로우카드를 받았다.

## 국가대표 경력
2002년 2월 12일, 프란츠는 독일 U-21 대표팀 데뷔전을 북아일랜드를 상대로 치루었다. 그는 2004년 UEFA U-21 챔피언쉽에 참여하였고, 그는 스웨덴전에만 출장하였다.